# Dichochrysa xiamenana
Dichochrysa xiamenana är en insektsart som först beskrevs av Author?, [0000.  Dichochrysa xiamenana ingår i släktet Dichochrysa och familjen guldögonsländor. Inga underarter finns listade i Catalogue of Life.